# Dzwonecznik w Kisielanach
Dzwonecznik w Kisielanach este o arie protejată (sit de importanță comunitară — SCI) din Polonia întinsă pe o suprafață de 45,72 ha, integral pe uscat.

## Localizare
Centrul sitului Dzwonecznik w Kisielanach este situat la coordonatele 52°15′04″N 22°12′14″E / 52.2511°N 22.2038°E.

## Înființare
Situl Dzwonecznik w Kisielanach a fost declarat sit de importanță comunitară în octombrie 2009 pentru a proteja 1 specie de plante.

## Biodiversitate
Situată în ecoregiunea continentală, aria protejată conține 1 habitat natural: Păduri stepice euro-siberiene cu Quercus spp..
La baza desemnării sitului se află o specie protejată de  plante: clopțelul cu frunze de crin (Adenophora lilifolia).
Pe lângă speciile protejate, pe teritoriul sitului au mai fost identificate 14 specii de plante.